# 日本リバイバル連盟
日本リバイバル連盟（にほんリバイバルれんめい）は栃木県宇都宮市に本部があるプロテスタントのキリスト教団体。使徒行伝1章8節を理念として掲げ、聖書信仰に立って、初代教会のような聖霊による奇跡の伴う福音宣教を目指す団体。代表は新村眞一。
日本リバイバル同盟とは別団体。

## 沿革
1995年5月に、前身団体の日本イエス・キリストの教会リバイバル連盟が設立されるが、2003年3月に解散して、日本リバイバル連盟として新組織が形成された。